# Билефельд
Би́лефельд (нем. Bielefeld, н.-нем. Builefeld) — город земельного подчинения на северо-востоке земли Северный Рейн-Вестфалия, Германия. С населением  338 410 жителей, является крупнейшим городом региона Оствестфален-Липе и его экономическим центром. Известен теорией заговора вокруг него.

## География
Расположен недалеко от таких крупных городов, как Ганновер (100 км, на северо-восток), Оснабрюк (60 км, на северо-запад), Мюнстер (70 км, на запад), Дортмунд (100 км, на юго-запад) и Падерборн (50 км, на юго-восток), в Тевтобургском Лесу. 19-й по количеству жителей город Германии. Самая высокая точка города — 320 м, а самая низкая — 73 м. Население города — около 330 тыс. человек, город разделён на 10 округов.
|            | Халле     | Шпенге       | Херфорд |  |
| Штайнхаген | север     | Лаге         |         |  |
| Штайнхаген | Билефельд | Лаге         |         |  |
| Штайнхаген | юг        | Лаге         |         |  |
| Гютерсло   | Аэродром  | Эрлингхаузен |         |  |

### Население
Динамика численности населения по годам:
| 2001    | 2011    | 2019    |
| ------- | ------- | ------- |
| 323 373 | 326 870 | 334 195 |

| Национальный состав (2011 г.) | Национальный состав (2011 г.) | Национальный состав (2011 г.) | Национальный состав (2011 г.) | Национальный состав (2011 г.) |
| ----------------------------- | ----------------------------- | ----------------------------- | ----------------------------- | ----------------------------- |
| немцы                         |                               |                               | 88,78 %                       |                               |
| австрийцы                     |                               |                               | 0,08 %                        |                               |
| хорваты                       |                               |                               | 0,27 %                        |                               |
| греки                         |                               |                               | 0,86 %                        |                               |
| итальянцы                     |                               |                               | 0,34 %                        |                               |
| поляки                        |                               |                               | 0,58 %                        |                               |
| русские                       |                               |                               | 0,32 %                        |                               |
| турки                         |                               |                               | 3,9 %                         |                               |
| иные европейцы                |                               |                               | 2,54 %                        |                               |
| народы Африки                 |                               |                               | 0,4 %                         |                               |
| народы Америки                |                               |                               | 0,17 %                        |                               |
| народы Азии                   |                               |                               | 1,69 %                        |                               |
| иные                          |                               |                               | 0,07 %                        |                               |

| Конфессиональный состав (2011 г.) | Конфессиональный состав (2011 г.) | Конфессиональный состав (2011 г.) | Конфессиональный состав (2011 г.) | Конфессиональный состав (2011 г.) |
|                                   |                                   |                                   | Процент                           |                                   |
| --------------------------------- | --------------------------------- | --------------------------------- | --------------------------------- | --------------------------------- |
| католики                          |                                   |                                   | 16,27 %                           |                                   |
| Протестанты                       |                                   |                                   | 41,25 %                           |                                   |
| Иные и атеисты                    |                                   |                                   | 42,48 %                           |                                   |

## Герб
Блазонирование: на золотом фоне представлен красный арочный зубчатый мост с двумя башнями, под аркой изображён серебряный щит с тремя красными стропилами. Герб появился в 1263 году, когда появился как символ Старого города (Altstadt). С объединением Старого и Нового городов в 1520 году герб стал символом объединённого города. В XIX веке с появлением моды на символику львов к гербу добавили двух львов. С 1973 года герб представлен в форме щита и без львов. Полосатый щит на гербе отсылает к графству Равенсберг, столицей которого был Белефельд. Башни обозначают часть внешней стены.

## История

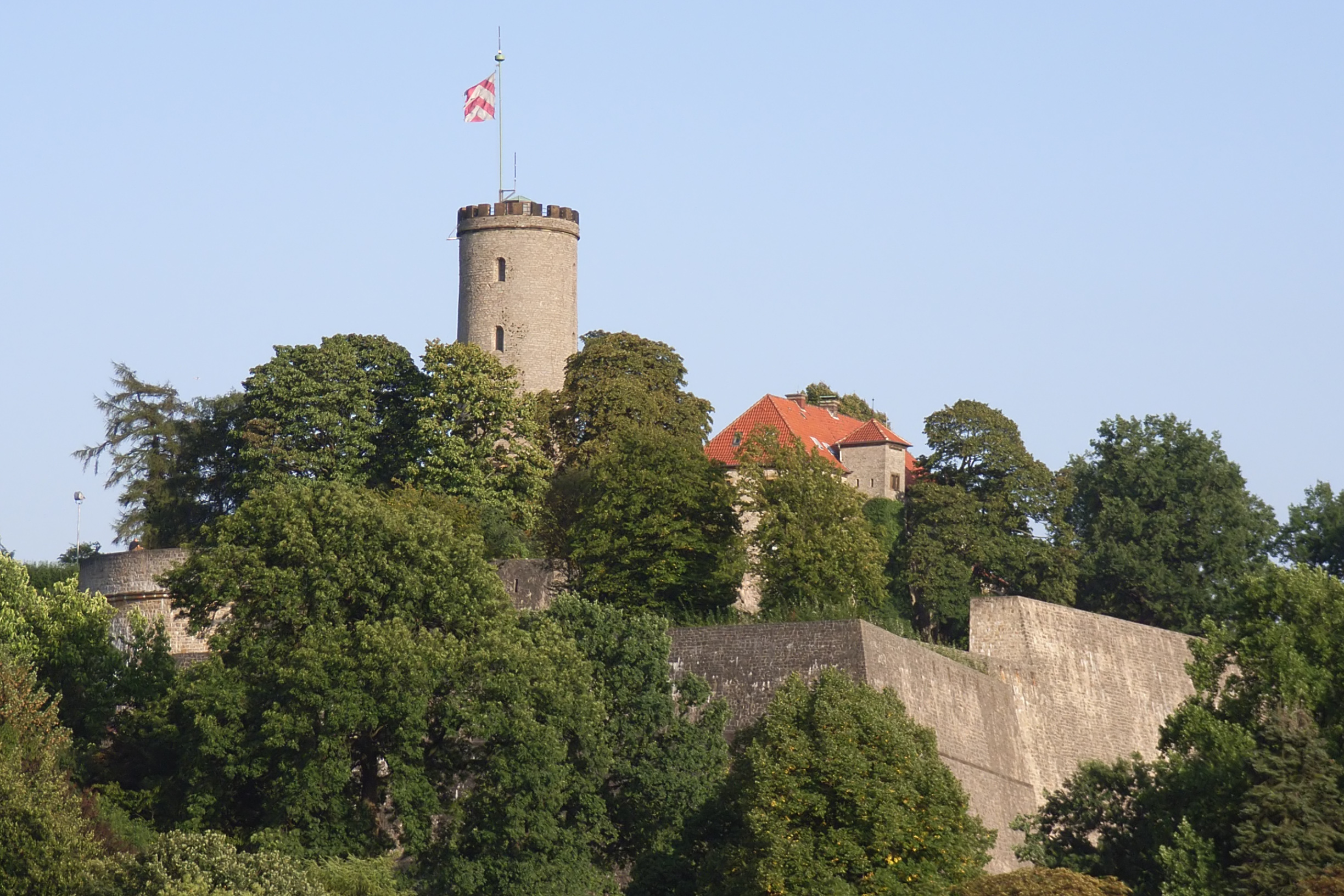
Крепость Шпаренбург

- Город основал в 1214 году граф Герман фон Равенсберг (нем. Hermann von Ravensberg). Резиденция графа и крепость Шпаренбург (нем. Sparrenburg, XVI век, восстановлена в 1879 году), опоясанная Тевтобургским лесом, — символ города:
- В XV веке город входил в Ганзейский союз. Известен, прежде всего, как центр по изготовлению тканей из льна.
- В начале 20 века житель Билефельда доктор Август Откер запатентовал пекарский порошок, что положило начало всемирно известному семейному бизнесу под маркой Dr Oetker.
- 9 сентября 1907 года в Билефельде родился Хорст Людвиг Вессель, деятель нацизма, поэт, автор песни «Знамёна ввысь», вошедшей в историю как гимн немецких национал-социалистов.

## Инфраструктура

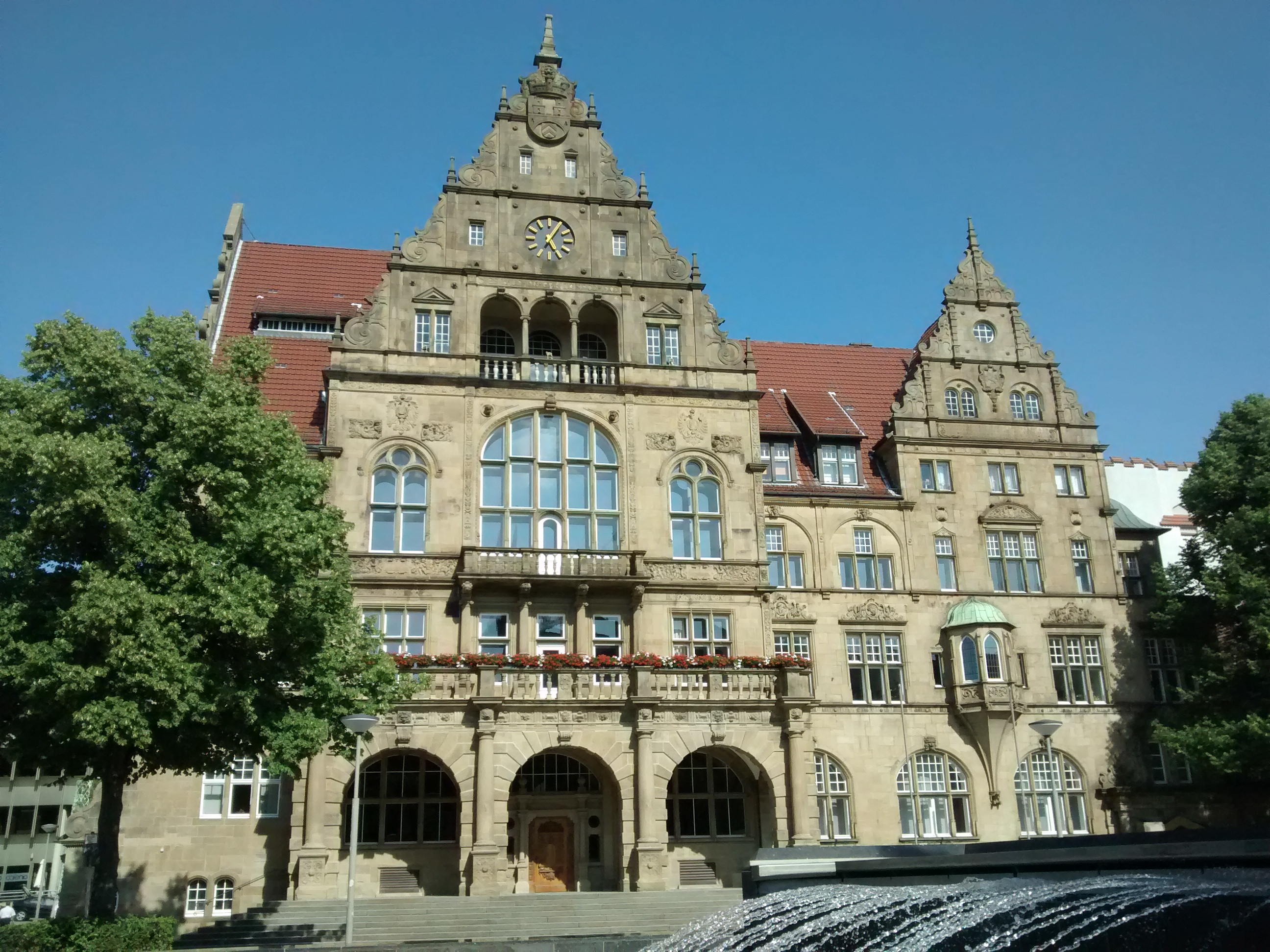
Старая ратуша в Билефельде

- Старая ратуша в БилефельдеВ городе находится известный медицинский центр по реабилитации больных с тяжёлыми формами психических расстройств, в особенности больных эпилепсией, с библейским названием Бефиль (или Бетель) — «Дом Бога» (с иврита). В Бефиле (нем. Bethel) живут, учатся и работают 6000 больных, а также 9600 сотрудников. Многочисленная сеть учреждений социального направления определяет лицо и сегодняшнего Билефельда: это и детские приюты, и дома престарелых, и многочисленные центры отдыха для всех возрастов. Основатель Бетеля — шестой ребёнок прусского министра Эрнста фон Бодельшвинга, Фридрих фон Бодельшвинг, который в 1866 году основал в Билефельде приют для инвалидов и тех, кто нуждается в помощи. Так возникло поселение с более чем 4000 больных и здоровых, которые жили и работали вместе, как в большой семье.
- Билефельд — развитый промышленный центр, мировую известность Билефельду снискали такие отрасли промышленности, как пищевая (наиболее известный производитель нем. Dr.Oetker), машиностроение, лёгкая промышленность и информационные технологии.Университет Билефельда

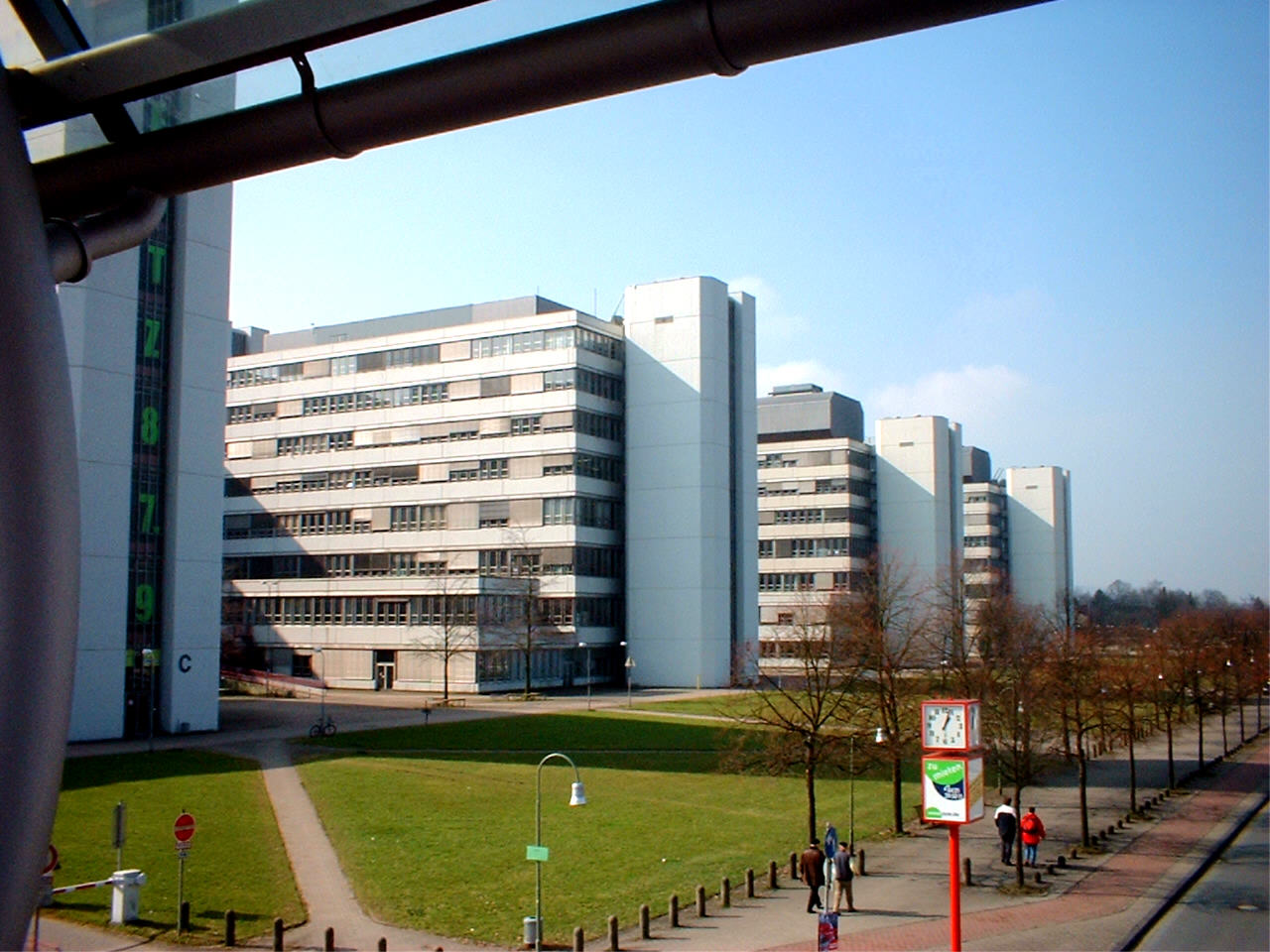
Университет Билефельда

- В 1969 году в Билефельде был построен Университет, который является сегодня крупным научно-исследовательским центром Германии (17 458 студентов к началу зимнего семестра 2009/2010). Университет Билефельда знаменит своим Факультетом социологии, где в своё время преподавали Никлас Луман и Норберт Элиас.
- Второй по величине вуз Билефельда — Университет прикладных наук (Fachhochschule Bielefeld), основанная в 1971 году. Насчитывает 8354 студента (зимний семестр 2011/2012[8]), из них 7393 в Билефельде, 839 в Миндене и 122 в Гютерсло. Факультеты: современное искусство, архитектура/строительно-инженерное дело, электротехника, инженерное дело/математика, социология, экономика.

## Транспорт

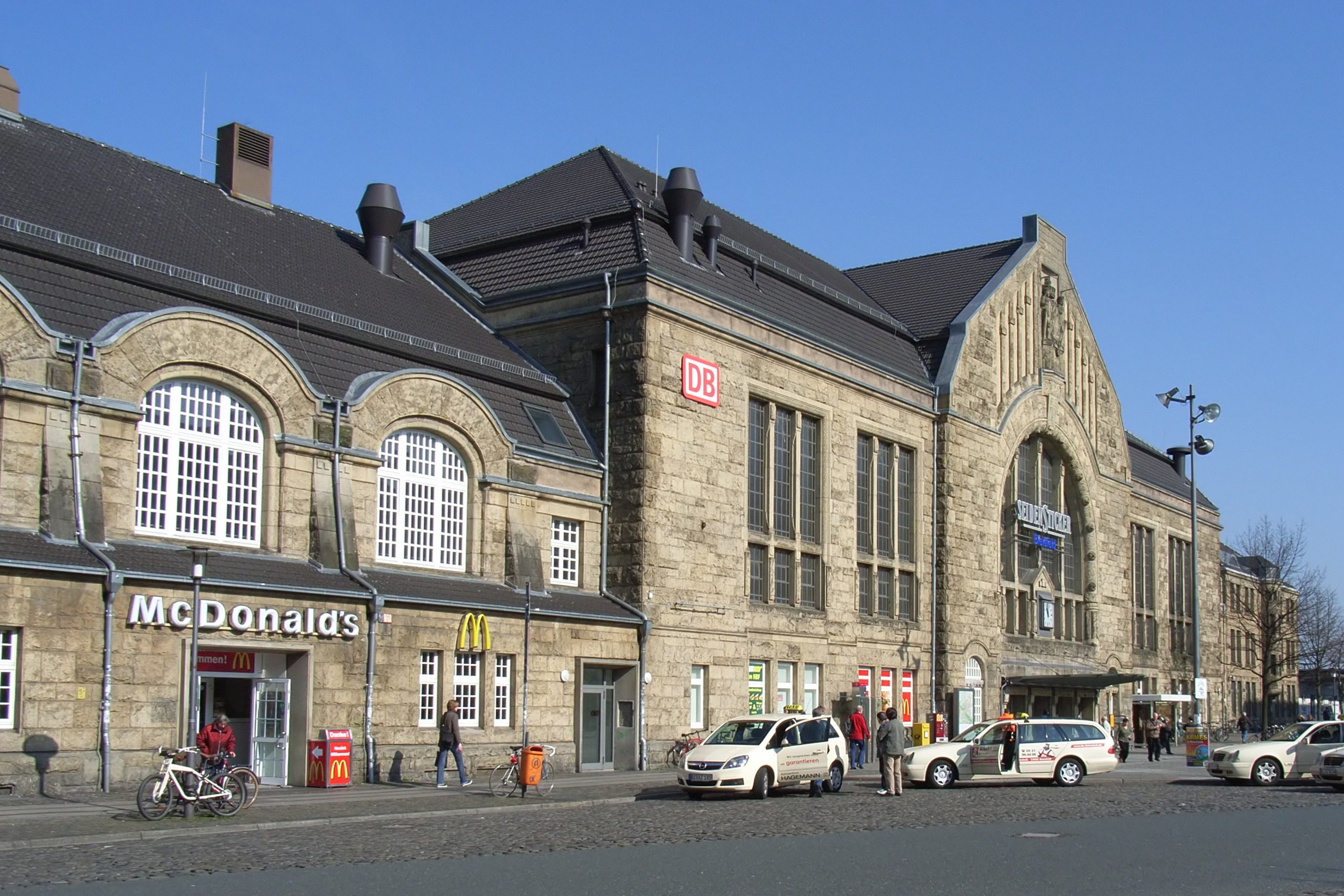
Главный железнодорожный вокзал

Трамвайная сеть общей протяжённостью 33,5 км насчитывает 61 остановку. Все семь подземных станций оснащены высокими платформами.
История строительства:
- 21 сентября 1971 года: Станция Beckhausstraße (Линия 2)
- 28 апреля 1991 года: Rathaus ramp — Jahnplatz — Nordpark — ramp (Линия 1-2-3)
- 02 апрель 2000: Hauptbahnhof — Rudolf-Oetker-Halle — ramp (Линия 4)
- 06 Dec 2015: Milse — Altenhagen (Линия 2; 1.3 км)

## Достопримечательности
Город сильно пострадал в годы Второй мировой войны и многие здания в послевоенные годы восстанавливались или даже возводились практически с нуля. Наиболее примечательные здания:
- Замок Шпарренбург[нем.] – замок, известный с XIII века; с тех времён сохранились внутренние стены и донжон, внешние укрепления и бастионы датируются XV веком.
- Старая рыночная площадь[нем.]
  - Крювельхаус[нем.] – дом со ступенчатым готическим фасадом, построен в 1530 году;
  - Баттигхаус[нем.] – дом 1680 года в стиле везерского ренессанса;
  - Театр на Старой Рыночной площади – здание, построенное в 1950 году на месте старой мэрии, разрушенной в годы войны.
- Дом Мюллера[нем.] – старейшее гражданское здание города было построено в 1586 году в стиле поздней готики
- Вёрманс-Хоф[нем.] – единственный фахверковый дом города в стиле везерского ренессанса, построен в 1640 году
- Церковь святого Николая в Старом городе[нем.] – старейшая церковь на исторической территории города построена в начале XIV века в готическом стиле
- Зюстеркирхе[нем.] – церковь XVI века, принадлежавшая бывшему женскому августинскому монастырю
- Церковь святого Юдокуса[нем.] – позднеготическая церковь, построенная в 1511 году, одной из её святыней является статуя "Черной мадонны" 1220 года.
- Церковь Девы Марии в Нойштадте[нем.] – готическая церковь с двумя высокими башнями, построенная в 1283 году, внутри – алтарь 1400 года.

## Религия

### Христианство

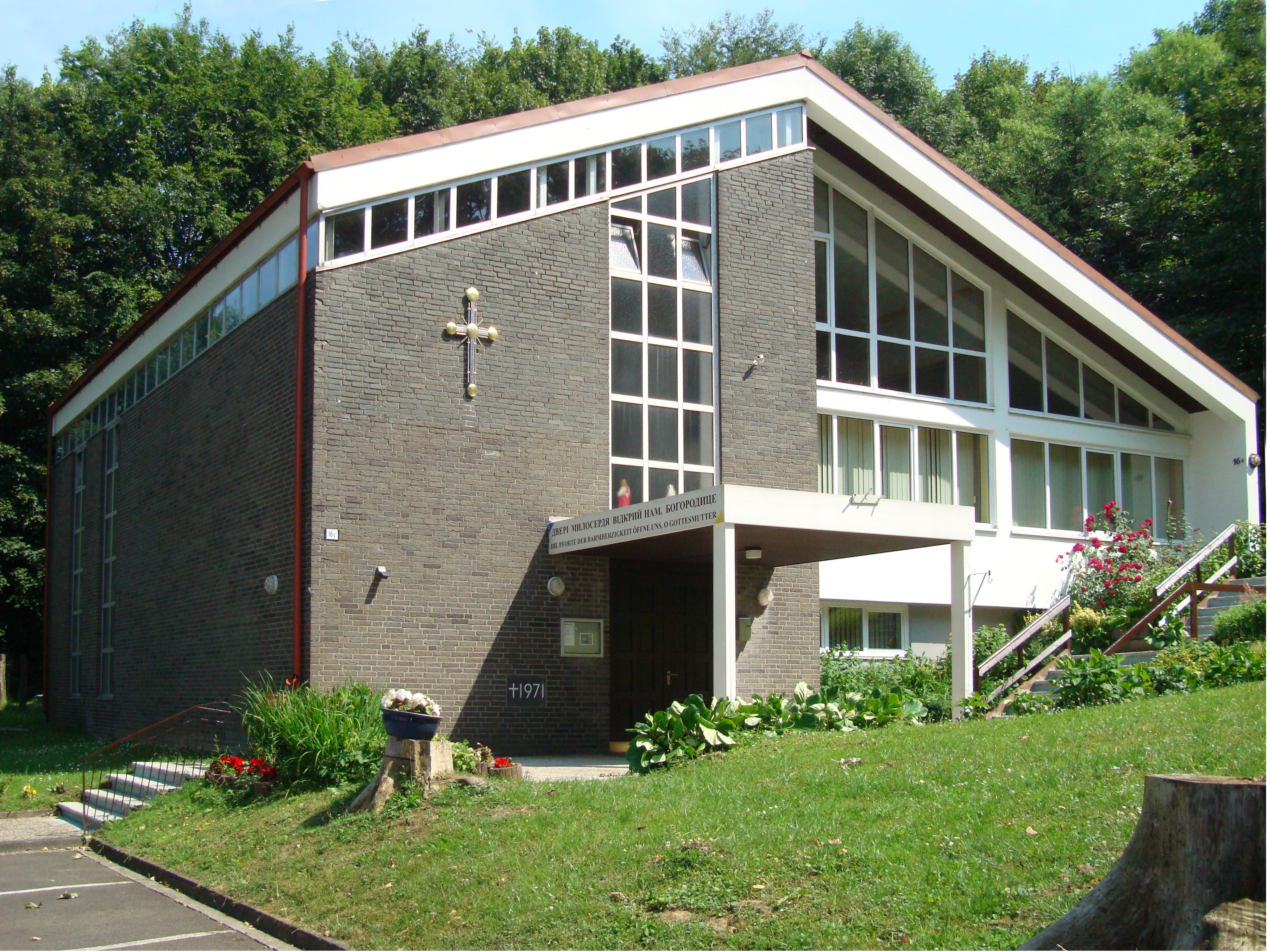
Украинская греко-католическая церковь в Билефельде

Около 45 % жителей Билефельда принадлежат Евангелической церкви. Ещё 16 % принадлежат католической церкви. Остальные 39 % принадлежат другой вере или неверующие.
В Билефельде находятся пять православных приходов, из них два являются русскими, ещё два сербскими и один храм является греческим. Кроме того, в городе есть храм Украинской греко-католической церкви в районе Hillegossen и некоторые меннонитские и баптистские приходы.

#### Русский православный храм в Билефельде
В пригороде Зеннештадт существует Спасо-Преображенский храм РПЦЗ, который находится недалеко от кладбища русских солдат 1940-х годов. Храм был построен в 1962 году. Там проходят каждую неделю службы и литургии. Также в церкви работает воскресная школа и библиотека.
В храме регулярно проходят службы сербского православного сообщества.
Ещё одно русское православное сообщество встречается к службе каждую субботу в пригороде Шильдеше. Службы проходят в помещении католического храма. В этом сообществе особенно много студентов из России и из стран СНГ, которые учатся в Билефельдском университете.

### Иудаизм
Первая синагога Билефельда была построена в 1847 году. В то время в Билефельде жили около 350 евреев. Скоро синагога оказалась слишком маленькой, потому что еврейская община росла очень быстро. В 1905 году была построена новая синагога на улице Турнерштрассе. В новом помещении синагоги было место для 350 женщин и 450 мужчин. В 1939 году синагога была полностью разрушена нацистами.
Сегодня в Билефельде существует еврейская община с 250 верующими. Синагога, которая называется Дом надежды, была построена в 2007—2008 годах. При этом в синагогу был перестроен бывший лютеранский храм. Она находится на Детмольдер Штрассе в центре города.

### Ислам
В Билефельде также находятся несколько мусульманских мечетей.
Самая большая мечеть — суннитская и называется Ватан Джами (тур. мечеть отечества) — находится в пригороде Бракведе. Её построили в 2004 году. Богослужения там проходят на турецком языке.
В том же пригороде находится шиитская мечеть. Она принадлежит турецко-азербайджанскому культурному обществу Билефельда.

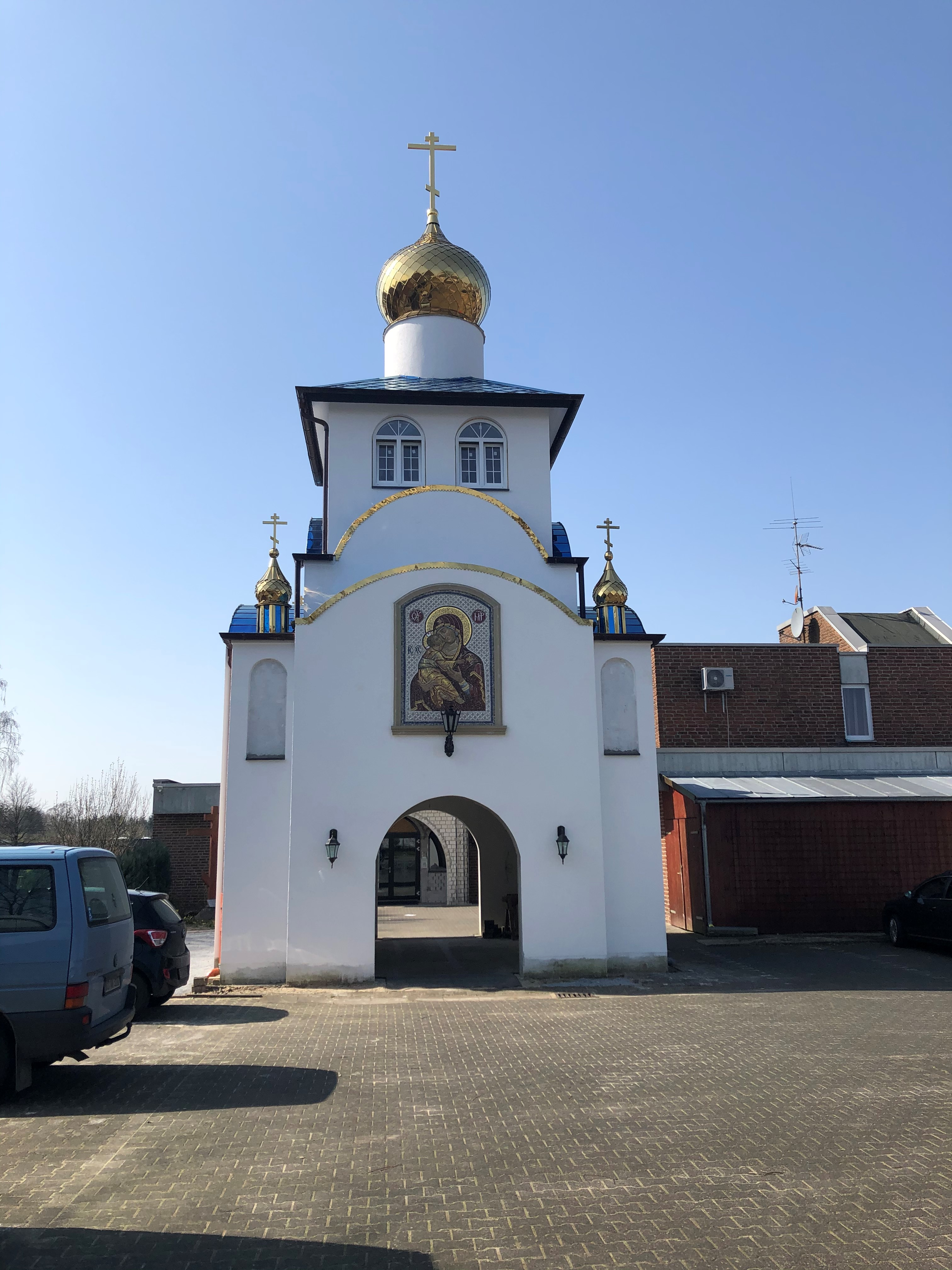
Русский Православный Спасо-Преображенский храм в пригороде Зеннештад.
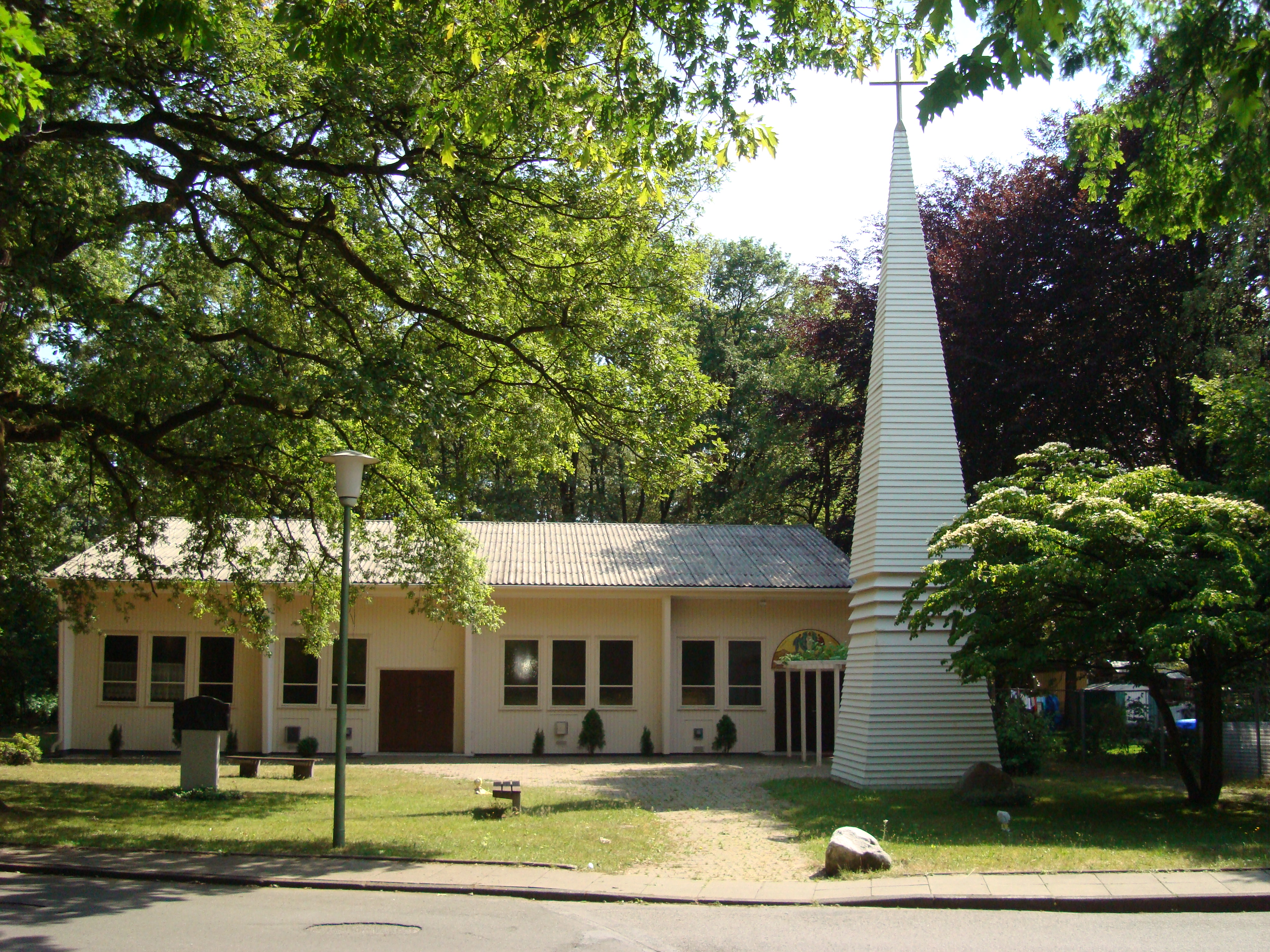
Сербский Православный храм, находится недалеко от русского.
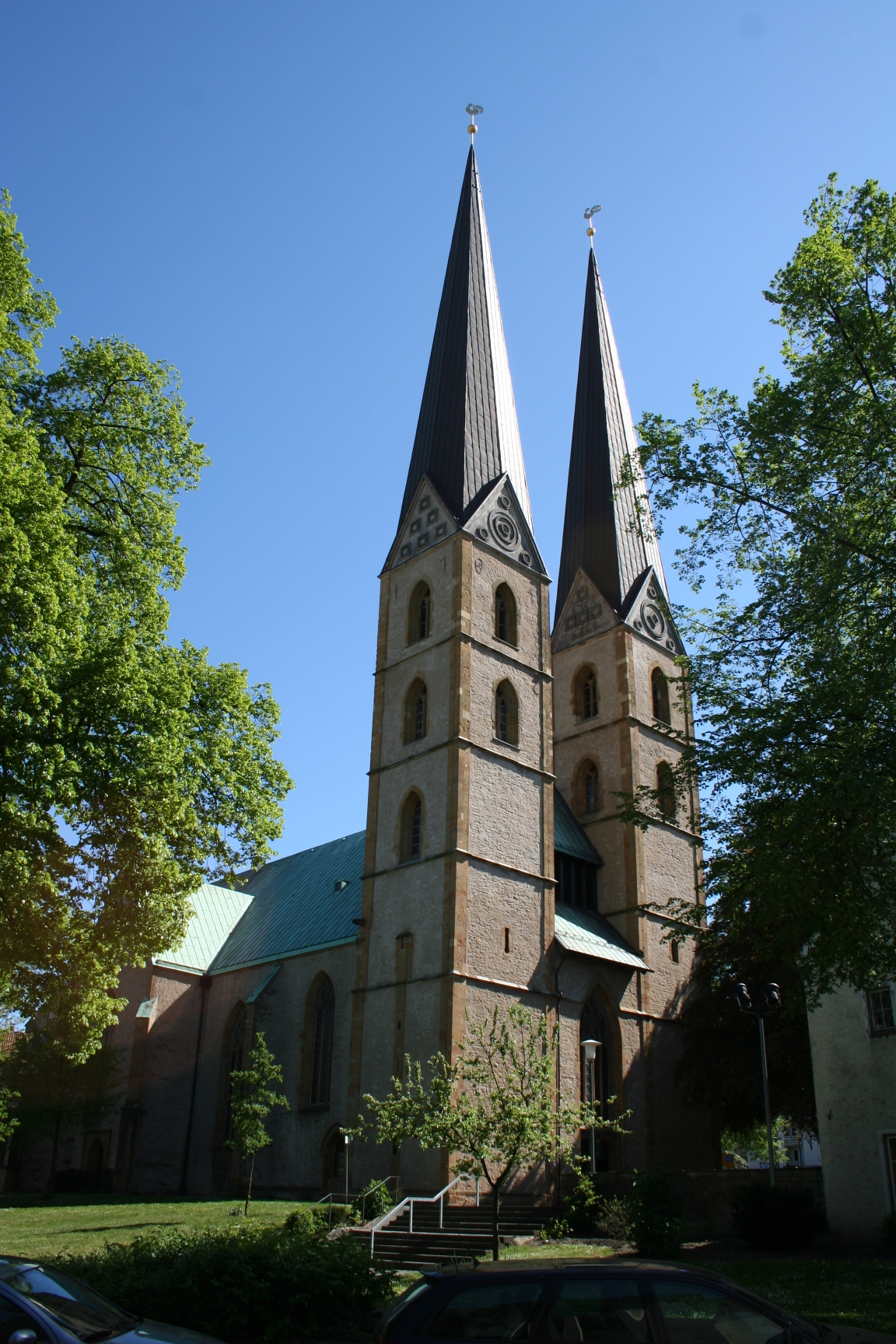
Нойштедтер Мариенкирхе (лютеранский храм в центре города), построен в XIII веке, до XVI века был католическим храмом.
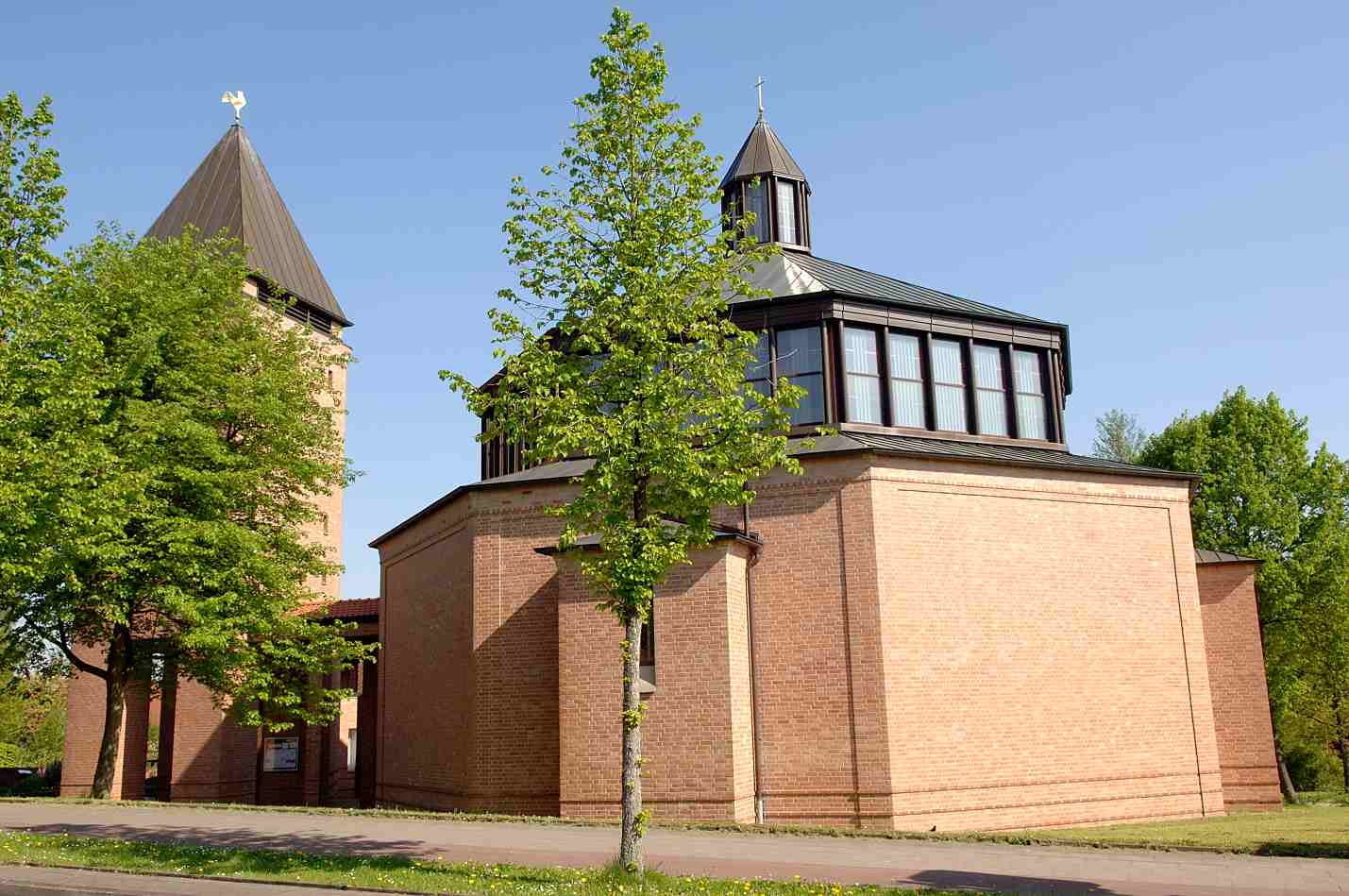
Церковь Святого Духа (римско-католическая), построена в начала 1990-х годов.
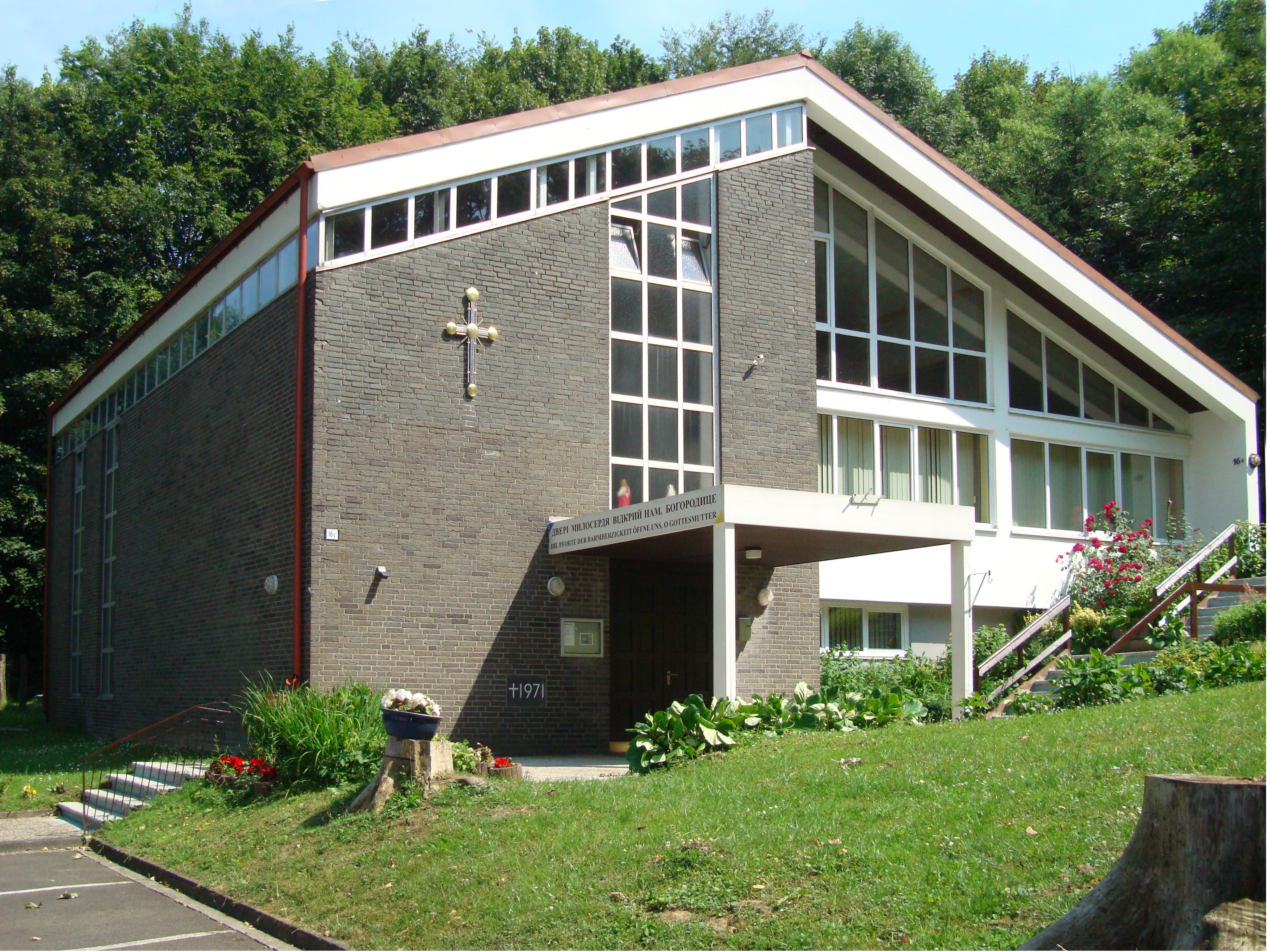
Украинская грекокатолическая церковь в Хиллегоссене.
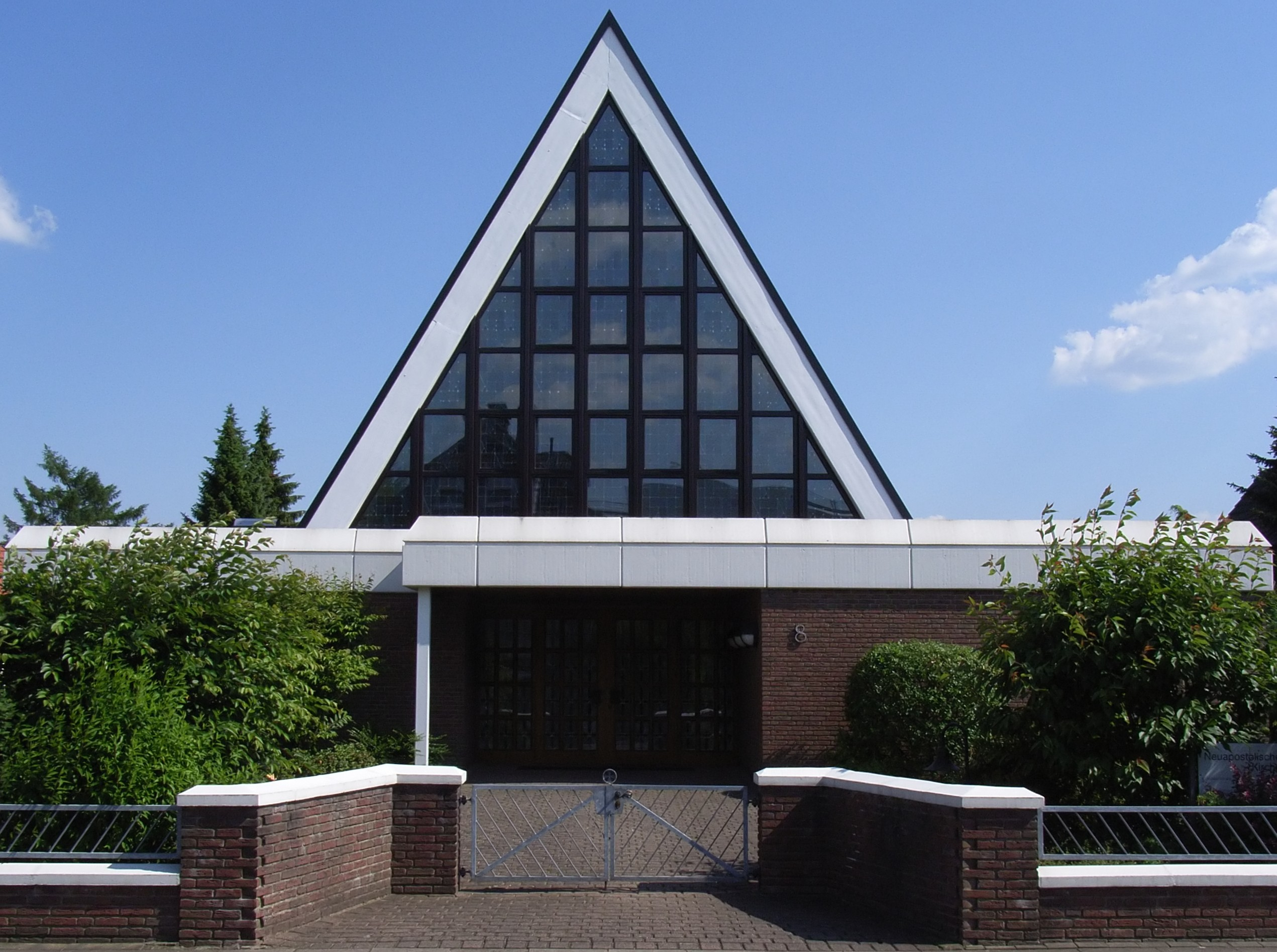
Новоапостольская церковь
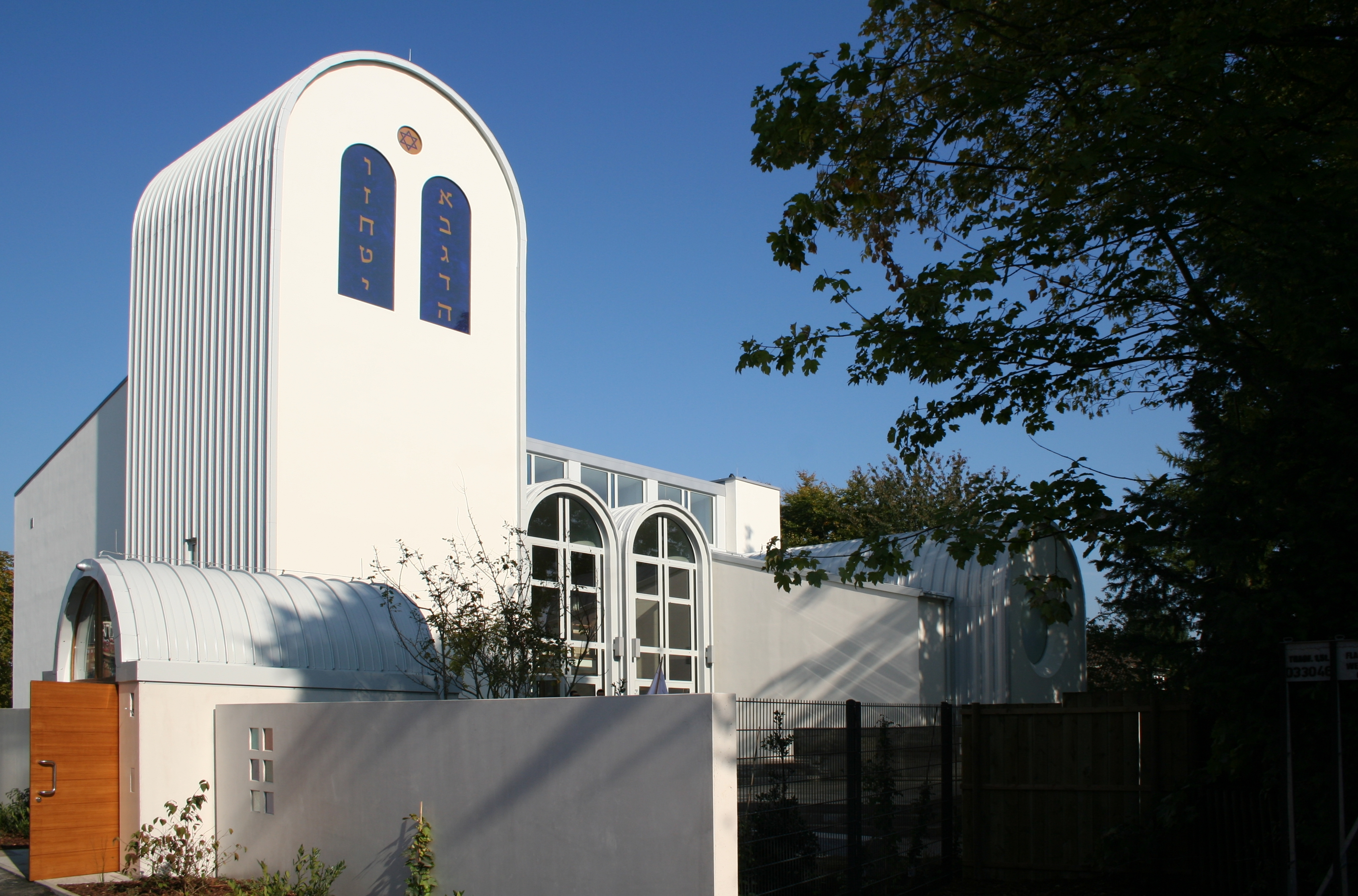
Синагога Дом надежды, бывшая лютеранская церковь, перестроена в синагогу в 2007-2008 годах.
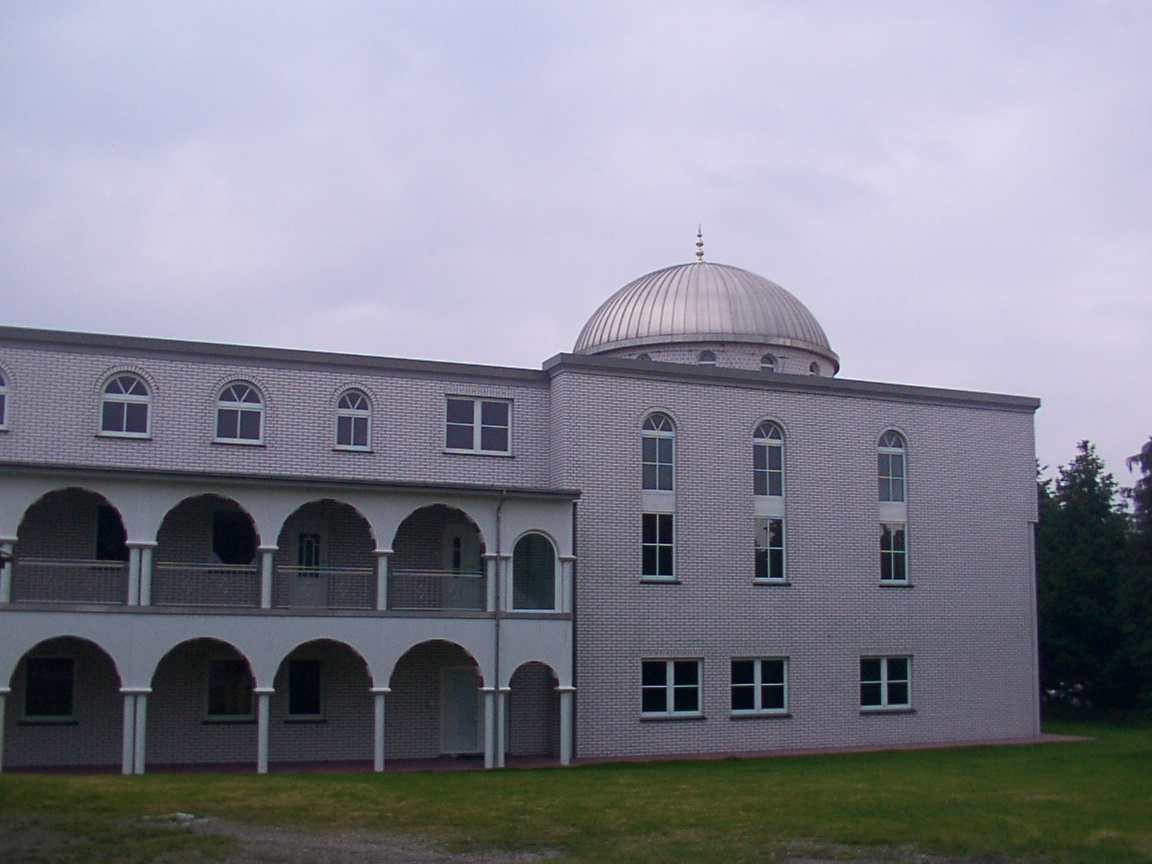
Мусульманская мечеть в пригороде Бракведе.

## Бургомистры Билефельда с 1780 года
- 1780—1812: Флоренс Консбрух
- 1812—1817: Конрад Вильгельм Делиус
- 1817—1831: Эрнст Фридрих Делиус
- 1831—1834: Адам Юнкерман
- 1835—1853: Фридрих Вильгельм Эдуард Кёрнер
- 1853—1857: Фридрих Кларен Крон
- 1857—1881: Людвиг Хубер
- 1881—1910: Герхард Буннеман
- 1910—1932: Рудолф Штапенхорст
- 1932—1934: Паул Прис
- 1934—1945: Фридрих Будде (НСДАП)
- 1945—1946: Йозеф Нистрой
- 1946—1952: Артур Ладебек (СДПГ)
- 1952—1954: Герман Кольхазе (СвДП)
- 1954—1961: Артур Ладебек (СДПГ)
- 1961—1962: Рудолф Нирхоф (ХДС)
- 1963—1975: Герберт Гиннендаль (СДПГ)
- 1975—1989: Клаус Швикерт (СДПГ)
- 1989—1994: Эберхард Давид (ХДС)
- 1994—1999: Ангелика Допхайде (СДПГ)
- 1999—2009: Эберхард Давид (ХДС)
- С 2009: Пит Клаусен (СДПГ)

## Города-побратимы
1. Рочдейл (англ. Rochdale), Ланкашир, Великобритания, (1953)
2. Эннискиллен, Северная Ирландия, Великобритания (1958)
3. Конкарно, (фр. Concarneau), Франция (1973)
4. Нагария, Израиль (1980)
5. Великий Новгород, Россия, (сентябрь 1987 года)
6. Жешув, Польша (1991)
7. исп. Estelí, Никарагуа (1995)